# 제12회 제천국제음악영화제
제12회 제천국제음악영화제는 2016년 8월 11일에 열린 시상식이다.

## 수상 및 후보

### 대상
- 코펜하겐의 두 재즈 거장 - 야누스 쾨스터-라스무센 수상

### 심사위원 특별상
- 펑크 뮤지션과 동일본 대지진 - 엔도 미치로 수상

### 세계 음악영화의 흐름
- 펑크 뮤지션과 동일본 대지진 - 엔도 미치로
- 코펜하겐의 두 재즈 거장 - 야누스 쾨스터-라스무센
- 내가 너에게 배우는 것들 - 유준상
- 루저스 - 이바일로 리스토브
- 정크션 48 - 우디 알로니
- 칠레의 노래패, 퀼라파윤 - 호르헤 라이바
- 가족의 비밀 - 만프레드 바이노키비 외 1명
- 위 아 엑스 - 스테판 키작

### 주제와 변주
- 내 우상들에게 - 스테파누스 도마니히
- 애니타 오데이 - 로비 카볼리나 외 1명
- 더 어메이징 니나 시모네 - 제프 L. 라이버먼
- 드리밍 오브 페기 리 - 제임스 에버레트
- 빌리 홀리데이 - 카챠 두레거

### 시네마 콘서트
- 신입생 - 프레드 C. 뉴마이어 외 1명
- 스팀보트 빌 주니어 - 찰스 라이즈너 외 1명

### 시네 심포니: 장편
- 조 알바니 일대기 - 제프 프레이스
- 몬락 트랜지스터 - 펜엑 라타나루앙
- 러브 비트 - 프라차야 핀카엡
- 바이올린 연주자 - 바우다얀 무케르지
- 비키 - 드니 앵베르
- 런던 타운 - 데릭 보트
- 인생은 나팔 - 안토니오 누익
- 지난 여름에 생긴 일 - 프리에데르 빌티치
- 에디 레이놀즈와 아이언 엔젤스 - 쿠스타보 모헤노
- 피와 땀과 눈물 - 디에데릭 쿠팔
- 벨기카 - 펠릭스 반 그뢰닝엔
- 입술에 노래를 - 미키 타카히로

### 시네 심포니: 단편
- 피아노 - 카스파 앤시스
- 시인의 사랑 - 데이비드 폴
- 신포니에타 - 히파티아 아빌레스
- 내 인생의 밑바닥 - 필립 데이비스
- 골드베르크 변주곡 - 장 지엔런
- 스트라디바리우스 - 카롤리나 미클로쟈크
- 오페라를 노래함 - 코리 하렐
- 재즈 연습곡 - 엘레나 글라드코바
- 블루 소피아 - 클링거 필립
- 늪지대의 악어 - 수지 루 쉐쿠티
- 홀드 온 - 샬롯 스캇 윌슨
- 카츄샤 - 안데르스 월터
- 허밍 - 히사노리 츠쿠다
- 톰의 여름 - 다비드 루에자
- 콧노래 - 제롬 스키트 외 1명
- 잊지 않을게 - 왕 지엔

### 뮤직 인 사이트: 장편
- 피터, 폴 앤 매리, 50년 음악 인생 - 짐 브라운
- 다프트 펑크 언체인드 - 허브 마틴 델피에르
- 플라멩코의 대가 미구엘 포베다 - 파코 오르티즈
- 엑스 재팬, 히데 일대기 - 사토 후토시
- 비트박스의 세계 - 파스칼 테사드
- 조니 캐쉬에게 바침 - 안토니오 D. 암브로시오
- 블라디미르 비소츠키 - 매티아스 슈미트
- 재니스: 리틀 걸 블루 - 에이미 버그
- R.E.M. by MTV - 알렉스 영
- 레쿠오나를 연주하며 - 파벨 지루 외 1명
- 바그너의 리엔치 - 피에르 앙드레 블렝
- 우크라이나의 피아노 - 비타 마리아 드리가스
- 뷔욕의 음악세계 - 티타 폰 하르덴베르크
- 머나먼 힙합 - 위 광종
- 라호르의 노래 - 앤디 쇼큰 외 1명
- 아르보 패르트 - 명상의 음악 - 도리안 수핀
- 백스트리트 걸즈의 음악여행 - 모르텐 쇨베리 외 1명

### 뮤직 인 사이트: 단편
- 아홉 락 팬을 추모하며 - 릭케 셀린 외 1명
- 찰리 레논 - 미카엘 오 플레테아르타
- 짐바브웨 버스킹 밴드 - A.a.v. 아마시
- 음악의 마을 - 루이스 앙헬 살다냐 라미레즈
- 바람 - 칼 루센스 외 1명
- 음악여행 - 휴고 주텔
- 하이눈 빈티 - 드미트로 티아질로프
- 키예프 LP 여행 - 미케 도보쉬
- 춤과 노래, 자메이카 - 에고르 파풀로프
- 플라잉 프렌치 밴드 - 블라디미르 셀리에
- 노동자 가수, 크리스 러셀 - 세바스챤 브로드벤트
- 전사의 노래 - 크리스티나 륄첸코

### 한국 음악영화의 오늘: 장편
- 인투 더 나잇 - 갈재민
- 시간의 종말 - 김대현
- 일어나, 김광석 - 이상호
- 루드페이퍼 : 로드 투 자메이카 - 변웅 외 1명
- 비스타리, 히말라야 - 박정훈
- 노후 대책 없다 - 이동우
- 라바야데르 - 김수기
- 마차 타고 고래고래 - 안재석
- 마술피리 - 정성복

### 한국 음악영화의 오늘: 단편
- 소녀상의 그림자가 된 사람들 - 우성하
- 라이브 클럽 그레이하운드 - 황욱
- 앵콜 - 조승현
- 지구나 지켜라 - 김영갑
- 지꺼지게 Turn Up! - 이상목
- 럭키볼 - 곽민승
- 아워네이션 - 박형진
- 피아노와 아이 - 이현미
- 오늘보다 내일 - 박진규
- 노래아이 - 이승빈
- 덕혜, 마지막 황녀 - 김성수 외 1명

### 패밀리 페스트: 장편
- 유튜브 신데렐라 - 이도 하르
- 피아니스트의 사랑 - 발레리 이그나티에프

### 패밀리 페스트: 단편
- 동물의 사육제 - 시토라 타카나예프
- 핫도그 가판대의 음악 - 델핀 에르망 외 1명
- 루바토 - 펠릭스 페랑 외 4명
- 뮤직디오 - 페리올 투게스
- 수자폰 - 조에 보르베 외 2명
- 유쾌한 노래 - 량 쥔카이
- 카메라에서 춤을 - 피에테-림 데 크룬
- 마왕 - 조지 슈비츠게벨
- 일곱번째 천국 - 오르 틸링거
- 개구리 악사 - 줄리에트 퀴지니에